# Gnaphosa
Gnaphosa és un gènere d'aranyes araneomorfes de la família dels gnafòsids (Gnaphosidae). Fou descrita per primera vegada l'any 1804 per Latreille.
Les espècies d'aquest gènere es troben a Amèrica del Nord, a Àsia, a Europa, a Àfrica del Nord, a Amèrica central i a les Antilles.

## Taxonomia
Segons el World Spider Catalog, versió 19.5 del 18 de setembre de 2018, hi ha les següents espècies:
- Gnaphosa aborigena Tyschchenko, 1965
- Gnaphosa akagiensis Hayashi, 1994
- Gnaphosa alacris Simon, 1878
- Gnaphosa alpica Simon, 1878
- Gnaphosa altudona Chamberlin, 1922
- Gnaphosa antipola Chamberlin, 1933
- Gnaphosa artaensis Wunderlich, 2011
- Gnaphosa atramentaria Simon, 1878
- Gnaphosa azerbaidzhanica Tuneva & Esyunin, 2003
- Gnaphosa badia (L. Koch, 1866)
- Gnaphosa balearicola Strand, 1942
- Gnaphosa banini Marusik & Koponen, 2001
- Gnaphosa basilicata Simon, 1882
- Gnaphosa belyaevi Ovtsharenko, Platnick & Song, 1992
- Gnaphosa betpaki Ovtsharenko, Platnick & Song, 1992
- Gnaphosa bicolor (Hahn, 1833)
- Gnaphosa bithynica Kulczyński, 1903
- Gnaphosa borea Kulczyński, 1908
- Gnaphosa brumalis Thorell, 1875
- Gnaphosa californica Banks, 1904
- Gnaphosa campanulata Zhang & Song, 2001
- Gnaphosa cantabrica Simon, 1914
- Gnaphosa caucasica Ovtsharenko, Platnick & Song, 1992
- Gnaphosa chiapas Platnick & Shadab, 1975
- Gnaphosa chihuahua Platnick & Shadab, 1975
- Gnaphosa chola Ovtsharenko & Marusik, 1988
- Gnaphosa clara (Keyserling, 1887)
- Gnaphosa corticola Simon, 1914
- Gnaphosa cumensis Ponomarev, 1981
- Gnaphosa cyrenaica (Caporiacco, 1949)
- Gnaphosa danieli Miller & Buchar, 1972
- Gnaphosa dege Ovtsharenko, Platnick & Song, 1992
- Gnaphosa dentata Platnick & Shadab, 1975
- Gnaphosa deserta Ponomarev & Dvadnenko, 2011
- Gnaphosa dolanskyi Řezáč, Růžička, Oger & Řezáčová, 2018
- Gnaphosa dolosa Herman, 1879
- Gnaphosa donensis Ponomarev, 2015
- Gnaphosa eskovi Ovtsharenko, Platnick & Song, 1992
- Gnaphosa esyunini Marusik, Fomichev & Omelko, 2014
- Gnaphosa eucalyptus Ghafoor & Beg, 2002
- Gnaphosa fagei Schenkel, 1963
- Gnaphosa fallax Herman, 1879
- Gnaphosa fontinalis Keyserling, 1887
- Gnaphosa funerea (Dalmas, 1921)
- Gnaphosa gracilior Kulczyński, 1901
- Gnaphosa haarlovi Denis, 1958
- Gnaphosa halophila Esyunin & Efimik, 1997
- Gnaphosa hastata Fox, 1937
- Gnaphosa hirsutipes Banks, 1901
- Gnaphosa iberica Simon, 1878
- Gnaphosa ilika Ovtsharenko, Platnick & Song, 1992
- Gnaphosa inconspecta Simon, 1878
- Gnaphosa jodhpurensis Tikader & Gajbe, 1977
- Gnaphosa jucunda Thorell, 1875
- Gnaphosa kailana Tikader, 1966
- Gnaphosa kamurai Ovtsharenko, Platnick & Song, 1992
- Gnaphosa kankhalae Biswas & Roy, 2008
- Gnaphosa kansuensis Schenkel, 1936
- Gnaphosa ketmer Tuneva, 2004
- Gnaphosa khovdensis Marusik, Fomichev & Omelko, 2014
- Gnaphosa kompirensis Bösenberg & Strand, 1906
- Gnaphosa koponeni Marusik & Omelko, 2014
- Gnaphosa kuldzha Ovtsharenko, Platnick & Song, 1992
- Gnaphosa kurchak Ovtsharenko, Platnick & Song, 1992
- Gnaphosa lapponum (L. Koch, 1866)
- Gnaphosa leporina (L. Koch, 1866)
- Gnaphosa licenti Schenkel, 1953
- Gnaphosa limbata Strand, 1900
- Gnaphosa lonai Caporiacco, 1949
- Gnaphosa lucifuga (Walckenaer, 1802)
- Gnaphosa lugubris (C. L. Koch, 1839)
- Gnaphosa mandschurica Schenkel, 1963
- Gnaphosa maritima Platnick & Shadab, 1975
- Gnaphosa mcheidzeae Mikhailov, 1998
- Gnaphosa microps Holm, 1939
- Gnaphosa modestior Kulczyński, 1897
- Gnaphosa moerens O. Pickard-Cambridge, 1885
- Gnaphosa moesta Thorell, 1875
- Gnaphosa mongolica Simon, 1895
- Gnaphosa montana (L. Koch, 1866)
- Gnaphosa muscorum (L. Koch, 1866)
- Gnaphosa namulinensis Hu, 2001
- Gnaphosa nigerrima L. Koch, 1877
- Gnaphosa nordlandica Strand, 1900
- Gnaphosa norvegica Strand, 1900
- Gnaphosa occidentalis Simon, 1878
- Gnaphosa oceanica Simon, 1878
- Gnaphosa ogeri Lecigne, 2018
- Gnaphosa oligerae Ovtsharenko & Platnick, 1998
- Gnaphosa opaca Herman, 1879
- Gnaphosa orites Chamberlin, 1922
- Gnaphosa ovchinnikovi Ovtsharenko, Platnick & Song, 1992
- Gnaphosa pakistanica Ovtchinnikov, Ahmad & Inayatullah, 2008
- Gnaphosa parvula Banks, 1896
- Gnaphosa pauriensis Tikader & Gajbe, 1977
- Gnaphosa pengi Zhang & Yin, 2001
- Gnaphosa perplexa Denis, 1958
- Gnaphosa petrobia L. Koch, 1872
- Gnaphosa pilosa Savelyeva, 1972
- Gnaphosa poonaensis Tikader, 1973
- Gnaphosa porrecta Strand, 1900
- Gnaphosa potanini Simon, 1895
- Gnaphosa potosi Platnick & Shadab, 1975
- Gnaphosa primorica Ovtsharenko, Platnick & Song, 1992
- Gnaphosa prosperi Simon, 1878
- Gnaphosa pseashcho Ovtsharenko, Platnick & Song, 1992
- Gnaphosa pseudoleporina Ovtsharenko, Platnick & Song, 1992
- Gnaphosa rasnitsyni Marusik, 1993
- Gnaphosa reikhardi Ovtsharenko, Platnick & Song, 1992
- Gnaphosa rhenana Müller & Schenkel, 1895
- Gnaphosa rohtakensis Gajbe, 1992
- Gnaphosa rufula (L. Koch, 1866)
- Gnaphosa salsa Platnick & Shadab, 1975
- Gnaphosa sandersi Gertsch & Davis, 1940
- Gnaphosa saurica Ovtsharenko, Platnick & Song, 1992
- Gnaphosa saxosa Platnick & Shadab, 1975
- Gnaphosa secreta Simon, 1878
- Gnaphosa sericata (L. Koch, 1866)
- Gnaphosa serzonshteini Fomichev & Marusik, 2017
- Gnaphosa similis Kulczyński, 1926
- Gnaphosa sinensis Simon, 1880
- Gnaphosa snohomish Platnick & Shadab, 1975
- Gnaphosa songi Zhang, 2001
- Gnaphosa sonora Platnick & Shadab, 1975
- Gnaphosa steppica Ovtsharenko, Platnick & Song, 1992
- Gnaphosa sticta Kulczyński, 1908
- Gnaphosa stoliczkai O. Pickard-Cambridge, 1885
- Gnaphosa stussineri Simon, 1885
- Gnaphosa synthetica Chamberlin, 1924
- Gnaphosa tarabaevi Ovtsharenko, Platnick & Song, 1992
- Gnaphosa taurica Thorell, 1875
- Gnaphosa tenebrosa Fox, 1938
- Gnaphosa tetrica Simon, 1878
- Gnaphosa tigrina Simon, 1878
- Gnaphosa tumd Tang, Song & Zhang, 2001
- Gnaphosa tunevae Marusik & Omelko, 2014
- Gnaphosa tuvinica Marusik & Logunov, 1992
- Gnaphosa ukrainica Ovtsharenko, Platnick & Song, 1992
- Gnaphosa utahana Banks, 1904
- Gnaphosa wiehlei Schenkel, 1963
- Gnaphosa xieae Zhang & Yin, 2001
- Gnaphosa zeugitana Pavesi, 1880
- Gnaphosa zhaoi Ovtsharenko, Platnick & Song, 1992
- Gnaphosa zonsteini Ovtsharenko, Platnick & Song, 1992
- Gnaphosa zyuzini Ovtsharenko, Platnick & Song, 1992

### Fòssils
Segons el World Spider Catalog (version 19.0, 2018), hi ha descrits els següents fòssils:
- †Gnaphosa affinis (C. L. Koch & Berendt, 1854)
- †Gnaphosa ambigua (C. L. Koch & Berendt, 1854)
- †Gnaphosa liaoningensis Chang, 2004